# Donat I Llop de Bigorra
Donat Llop I de Bigorra (? - 850). comte de Bigorra (819- v 850) (modernament se suposa que morí vers 870-900).

## Orígens familiars
Tradicionalment considerat fill de Llop III Centul, Duc de Gascunya (revoltat el 819 contra Pipí I d'Aquitània), perquè ho diu la carta d'Alaó (Donat I Llop hauria rebut Bigorra i el seu germà Centul Llop el Bearn). Però la carta ha estat reconeguda com una falsificació, i ara els historiadors pensen que seria una mica posterior en el temps i seria net de Llop III Centul (cronològicament li escau ser net, o fins i tot besnet).
El seu pare es deia sens dubte Llop, ja que segons les regles de l'onomàstica el seu segon nom era el primer del seu pare. La seva mare seria Bella, neta probable de Bel·ló, comte de Carcassona.

## Núpcies i descendents
Es casà amb Faquilena, filla de Manció que semba pertànyer a una família del Vescomtat de Lavedan,
fet que li va suposar rebre un bon dot.
- l'infant Donat II Donat de Bigorra (?-900), comte de Bigorra.
- l'infant Llop I Donat de Bigorra (? - 910 o més tard), comte de Bigorra.
- una filla que no sabem el nom.

## Formació del comtat
El seu pare hauria constituït el comtat per cedir-lo al seu fill. Generalment es considerava l'any 819 com aquell en què el comtat fou reconegut pel rei Lluís I de França, fet que el convertí en el primer comte de Bigorra, però això hauria estat mig segle després. A la seva mort, Donat I Llop fou succeït pel seu fill Donat II Donat de Bigorra. Davant la seva mort prematura sense descendència, se'n feu càrrec el seu germà Llop I de Bigorra.
Aquest ús dels patronímics fa pensar que en aquesta època encara era en ús la llengua vascona. En canvi, Llop I de Bigorra i cap a les branques pallareses i ribagorçanes, ja no usa els patronímics vascons, excepte Tota de Ribagorça que usa el nom en èuscar en lloc de llengua romanç.